# (192220) Oïclès
(192220) Oïclès, désignation internationale (192220) Oicles, est un astéroïde troyen jovien.

## Description
(192220) Oïclès est un astéroïde troyen jovien, camp grec, c'est-à-dire situé au point de Lagrange L4 du système Soleil-Jupiter. Il présente une orbite caractérisée par un demi-grand axe de 5,207 UA, une excentricité de 0,060 et une inclinaison de 12,8° par rapport à l'écliptique.
Il est nommé en référence au personnage de la mythologie grecque Oïclès, acteur du conflit légendaire de la guerre de Troie.

## Compléments